# 周亚仙
周亞仙（1959年—），廣西梧州人，神冠控股(集團)有限公司創辦人、董事長及首席執行官，為廣西首富。也是第十屆全國人大代表。
周亞仙16歲接受基层锻炼。之後在1979年回到梧州，任职梧州市食品總公司，在1980年代，由於父親是梧州食品公司的经理，加上猪肉銷售量不斷增加，故此開始研發膠原蛋白可食肠衣。
到了1989年，她进入神冠控股(集團)有限公司前身的梧州市蛋白廠，之後由技術員、副廠長，直至成為廠長管理層一職。之後在1998年，成功和广西梧州中恒集团股份有限公司重組，並把中恒集團安排上市，之後一直研發更多膠原蛋白腸衣產品，直至在2009年10月13日，她一手創立公司，成功在香港交易所主板上市。